# كريكالا
كريكالا (بالتاميلية: கரிகால சோழன்)‏ كان إمبراطور التاميل تتشولا الذي حكم جنوب الهند. يعود الفضل إليه في بناء يُعرف في.ضفاف نهر كافيري. تم
الاعتراف به على أنه أعظم من أوائل تتشولا. الجزيرة العرب قبل الإسلام باسم «كاري خليفة»

## جراند أنيكوت

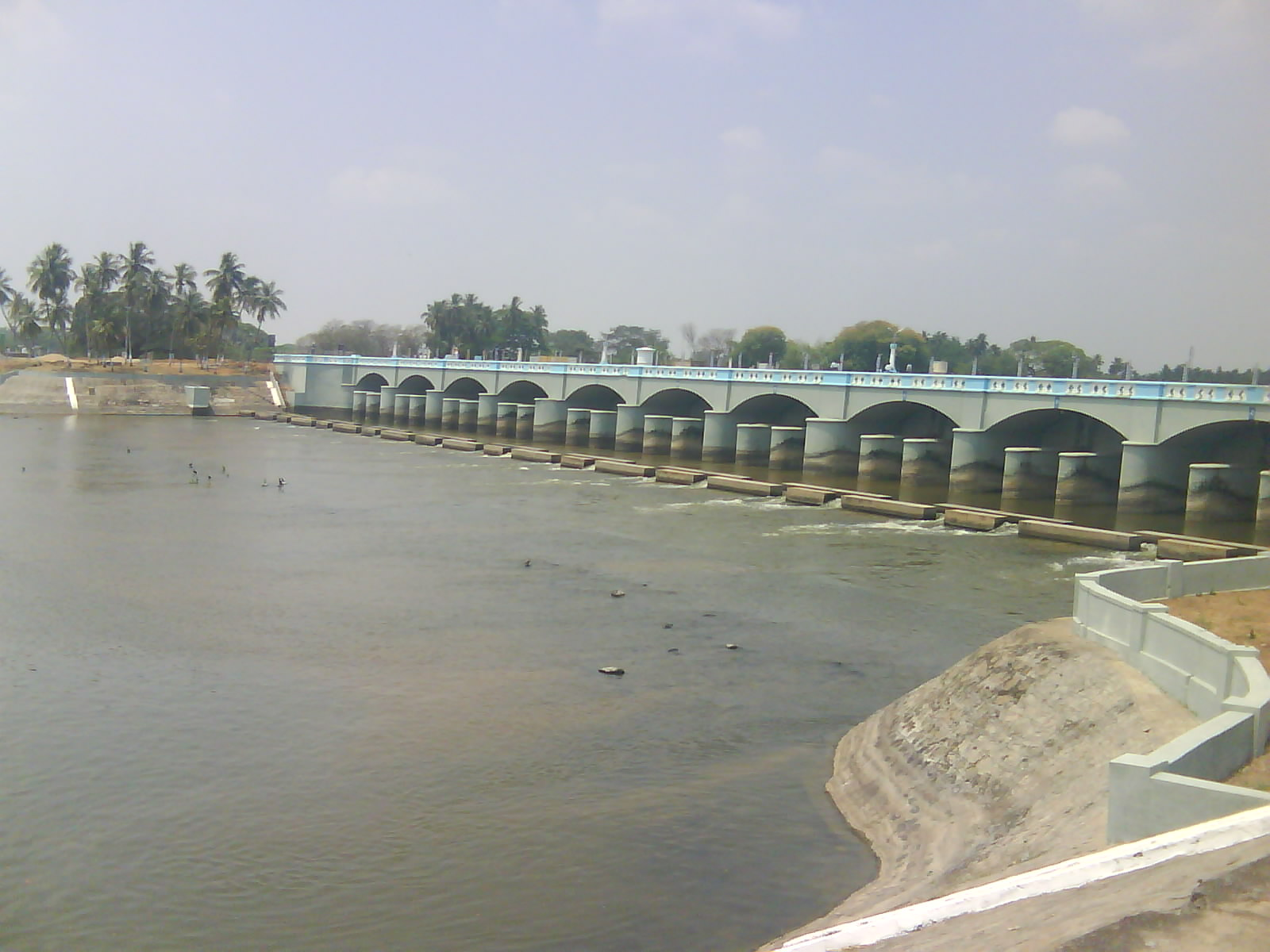
كالاني بناها كاريكالا تشولا على نهر كافيري

## معبد بيرور باتيسوارار

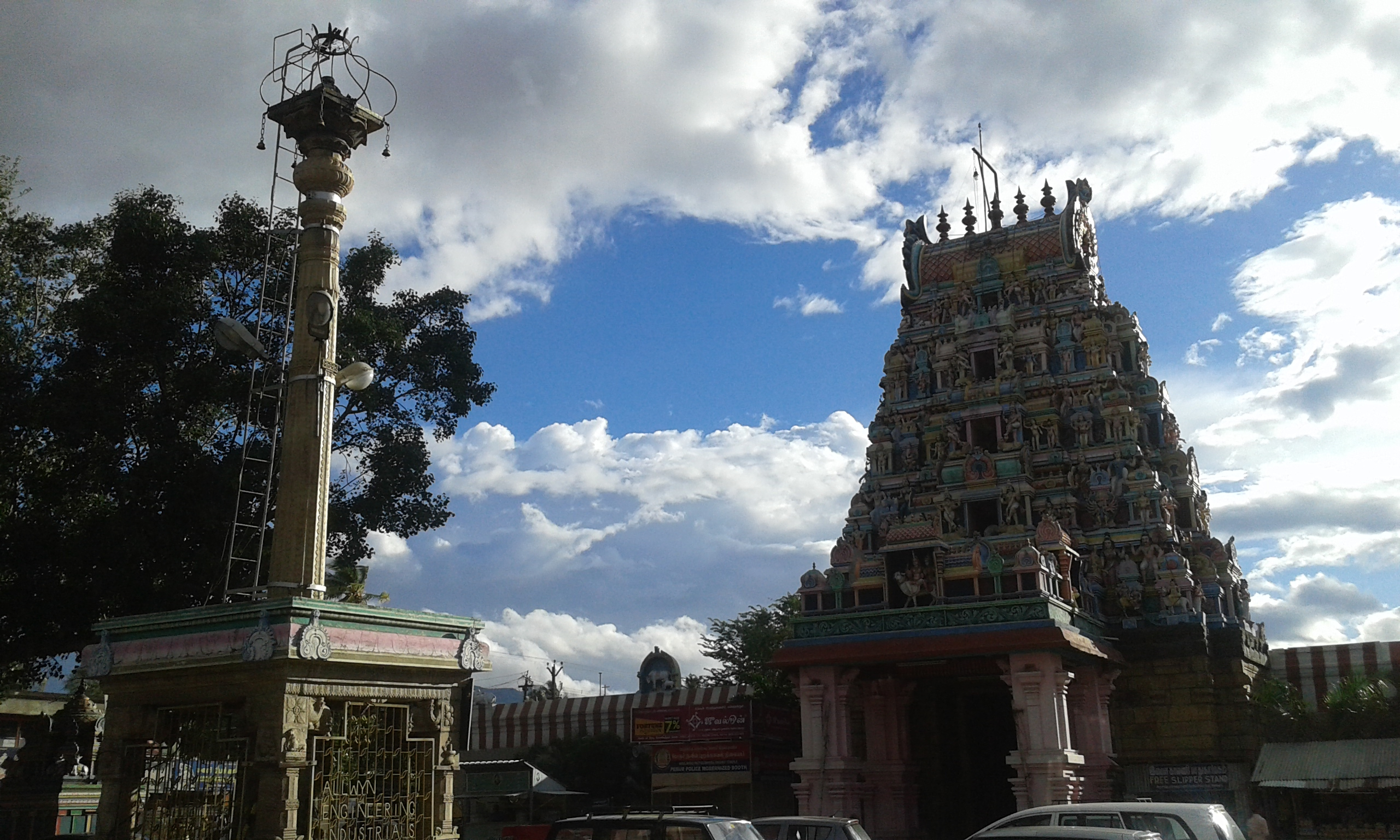
معبد بيرور باتيسوارار

### نصب كريكالا تشولان التذكاري

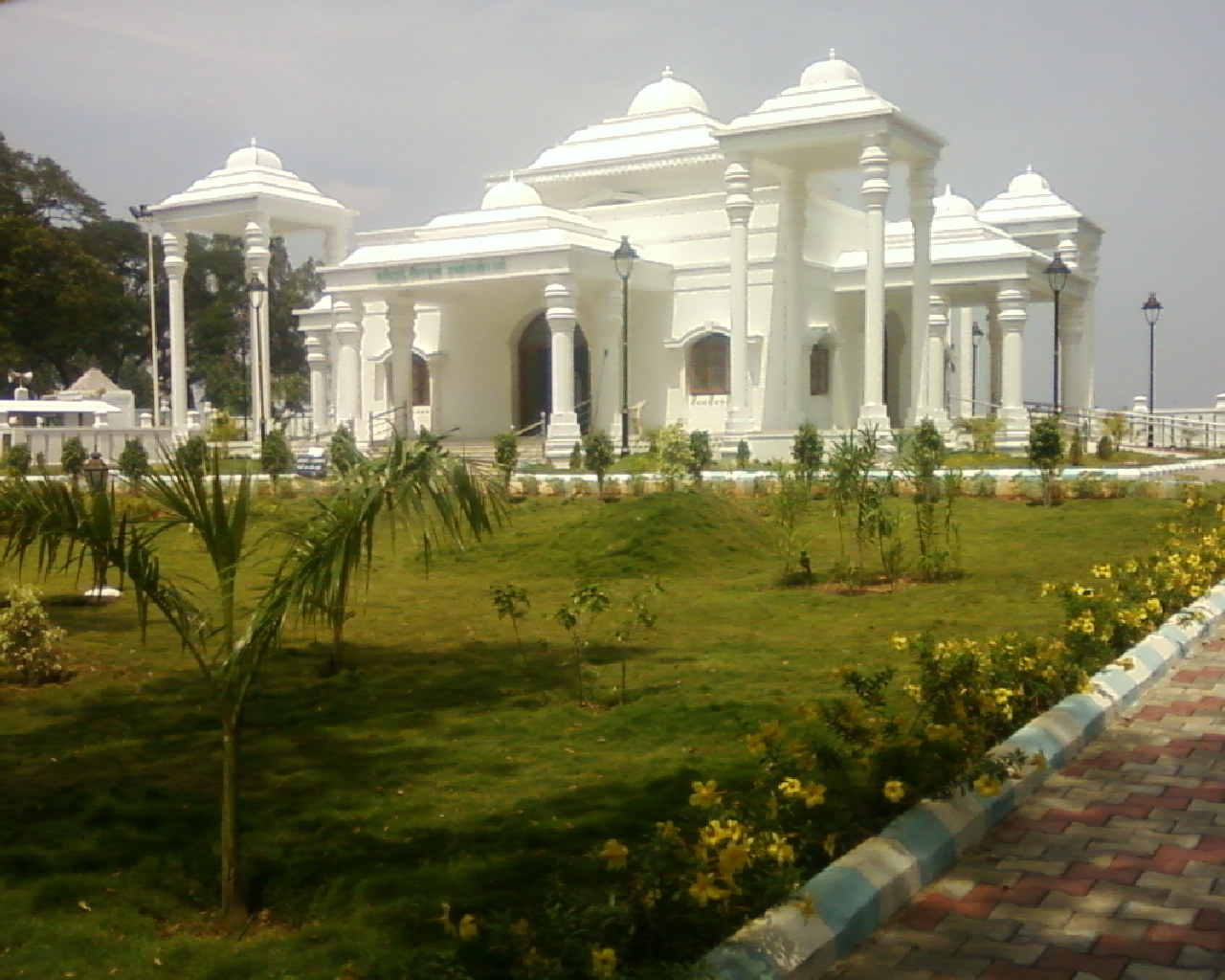
نصب كريكالا تشولان التذكاري